# Fair Oaks (Geórgia)
Fair Oaks é uma Região censo-designada localizada no estado americano de Geórgia, no Condado de Cobb.

## Demografia
Segundo o censo americano de 2000, a sua população era de 8443 habitantes.

## Geografia
De acordo com o United States Census Bureau tem uma área de 5,1 km², dos quais 5,1 km² cobertos por terra e 0,0 km² cobertos por água.

## Localidades na vizinhança
O diagrama seguinte representa as localidades num raio de 16 km ao redor de Fair Oaks.